# 中野区立桃丘小学校
中野区立桃丘小学校（なかのくりつ ももがおかしょうがっこう）は、東京都中野区中野三丁目にあった公立小学校。2008年（平成20年）3月をもって閉校し、桃園第三小学校、仲町小学校とともに新設の桃花小学校に移転・統合した。
学校跡地は改築され、2011年（平成23年）10月に中野マンガ・アートコートとして再オープンしたが、2016年（平成28年）8月に運営元の学校法人タイケン学園について「複数の重大な違反行為が判明した」として、中野区が契約を解除した。しかしその後もタイケン学園側が施設を占拠し続けたため、同年10月に中野区はタイケン学園に対し、明け渡しと損害賠償を求める訴訟を提起した。これに対し、タイケン学園側は賃借権の存在確認訴訟を提起したことで問題が表面化。結局10月15日以降に予定されていたイベントは全て中止となり、施設は事実上閉鎖された状態となっていた。訴訟は翌2017年1月に開始され、同年4月に中野区がタイケン学園側に和解金を払うこと等の条件で和解が成立した。校舎は同年8月27日「さよなら旧桃丘小学校」と題した午後の4時間のみの一般開放ののち、解体された。今後中野駅前の再開発に合わせ、拠点施設の建築が予定されている。

## 沿革
- 1956年（昭和31年）4月1日 - 中野区立桃園第三小学校から分離し、中野区立桃園第三小学校分校として開校
- 1957年（昭和32年）4月1日 - 中野区立桃丘小学校として独立
- 2008年（平成20年）3月25日 - 平成19年度終了式。この日をもって閉校

## 交通
最寄り駅
- 中央本線・中央・総武緩行線・東京メトロ東西線 中野駅南口 - 徒歩約1分

## 著名な関係者
教職員
- 上村映雄（元教諭） - 教育者、僧侶

出身者
- 寺門ジモン（お笑いタレント。ダチョウ倶楽部）- 1975年卒業、箕面市立箕面小学校より6年次に転入